# Forudgah
Forudgah (perski: فرودگاه) – miejscowość w Iranie, w ostanie Kerman. W 2006 roku miejscowość liczyła 19 mieszkańców w 6 rodzinach.